# مدحت محسن ورده
مدحت محسن ورده (انگلیسی: Mohsen Medhat Warda؛ زادهٔ ۱ نوامبر ۱۹۵۵) بازیکن بسکتبال اهل مصر بود.